# 福王茂十郎
福王 茂十郎（ふくおう しげじゅうろう）は、能楽福王流の名跡。

## 15代目
十五代目 福王 茂十郎（じゅうごだいめ ふくおう しげじゅうろう、1909年（明治42年）1月8日 - 1976年（昭和51年）9月25日）は、日本の能楽師。福王流十五世宗家。父は中村弥三郎。大阪府大阪市出身。
今宮中学校卒業後、藤沢黄坡に漢学を学ぶ。1938年、福王流宗家第15代当主となる。

## 16代目
十六代目 福王 茂十郎（じゅうろくだいめ ふくおう しげじゅうろう、1943年（昭和18年）10月18日 - ）は、日本のワキ方能楽師。福王流十六世宗家、文化功労者。本名は福王 輝幸（ふくおう てるゆき）。
社団法人能楽協会副理事長などを歴任した。

### 来歴

#### 生い立ち
十五代目福王茂十郎の長男。大阪府大阪市出身。慶應義塾大学文学部卒業。

#### 能楽師として
父に師事。1950年、7歳の時に『岩舟』で初舞台。1976年、福王流家元を継承。重要無形文化財「能楽」保持者（総合認定）。福王能楽鑑賞会主宰。復曲や稀曲にも取り組み、『藍染川』『羅生門』『谷行』『松山鏡』『壇風』『泰山木』を行う。 2003年、紫綬褒章。2020年、文化功労者。

### 家族・親族
長男が福王和幸、次男が福王知登（ともに能楽師）。三男が福王忠世（サッカー選手）。

### 栄典
- 2003年 - 紫綬褒章。
- 2020年 - 文化功労者[3]。

## 関連文献
- 片桐登「能界展望(昭和51・52年)」『能楽研究 : 能楽研究所紀要』第4巻、野上記念法政大学能楽研究所、1978年7月、182-190頁、doi:10.15002/00020281、hdl:10114/00020281、ISSN 0389-9616、CRID 1390853649759169280。 189頁